# Juan de Dios Martín Velasco
Juan de Dios Martín Velasco (Santa Cruz del Valle, Ávila, 8 de marzo de 1934 - Madrid, 5 de abril de 2020) fue un sacerdote católico, filósofo y fenomenólogo de las religiones español. 

## Biografía
Martín Velasco fue ordenado sacerdote en 1956 en San Lorenzo de El Escorial y se incardinó en la diócesis de Madrid-Alcalá (actual archidiócesis de Madrid). A continuación completó su formación teológica y filosófica en la Universidad Católica de Lovaina (donde se doctoró con una tesis sobre la filosofía de la religión en la obra del filósofo francés Henry Duméry), la Sorbona de París y en Friburgo de Brisgovia (Alemania). Tras volver a España fue cura regente en Torres de la Alameda durante un año (1961), comenzando a enseñar Filosofía en las universidades de Alcalá, Comillas y el Seminario de Madrid al año siguiente, así como dirigir la Delegación diocesana de migraciones de Madrid. Desde 1973 también dirigió el Instituto Superior de Pastoral (ligado a la UPSA), que dirigió hasta 2003.
En 1977 fue nombrado rector del Seminario Conciliar de Madrid por el arzobispo de Madrid Vicente Tarancón, cargo que ocupó hasta 1987. Durante su periodo al frente del Seminario, se cambió la organización interna de éste: la mayoría de seminaristas realizarían su estancia en pequeñas comunidades situadas en parroquias de barrios de la periferia (Vallecas, Carabanchel, Aluche), en lugar de la sede principal en el centro de Madrid.
Ocupó diversos cargos en la organización interna del arzobispado madrileño: miembro del Colegio de Consultores (1985-1990) y del Consejo Presbiteral (1988-1995). Tras su jubilación como profesor en 2004, colaboró como sacerdote adscrito a la parroquia de San Pablo (Vallecas). Martín Velasco también publicó numerosos artículos y libros dedicados a la filosofía y la fenomenología de las religiones.
Falleció el 5 de abril de 2020 a los ochenta y seis años en la residencia sacerdotal San Pedro, en Madrid.

### Obras
De sus cuarenta libros, veintidós artículos y colaboraciones académicas, destacan: El hombre y la religión, Ser cristiano en una cultura posmoderna, Mística y humanismo, Orar para vivir, ¡Ojalá escuchéis hoy su voz!, La experiencia cristiana de Dios o Creo en la Iglesia. Conviene resaltar los títulos de sus primeros libros, por su enorme relevancia en el panorama de la filosofía de la religión y la teología fundamental: El encuentro con Dios (Ed. Cristiandad, 1976) y Fenomenología de la religión (Ed. Cristiandad, 1976).